# Адитон

Розташування адитону всередині храму.

Ади́тон (дав.-гр. ἄδυτον — заповідне місце) — святилище давньогрецького храму. Містився за целлою.
На території сучасної України відомі адитони храму Аполлонія Дельфінія (III—IV століття до н. е.) в Ольвії, храмів у Херсонесі та інших містах античних держав Північного Причорномор'я.
Аналогічні приміщення створювались і в будівлях ХІХ століття, які наслідували античні храми:
- Петропавлівський собор у Севастополі (1848);
- будинок Керченкького історико-археологічного музею (кінець ХІХ століття).